# التحقق والتثبت
التحقق والتثبت  هما مبدآن يصفان الإجراءات المستقلة التي تُستخدم معًا للتأكد من أن المنتج أو الخدمة أو النظام يلبي المتطلبات والمواصفات، وأنه يحقق الغرض المقصود منه. وهذه هي العناصر الأساسية لنظام إدارة الجودة ISO 9000. يصاحب ذلك مصطلحات مثل؛ «التحقق» و «التثبت» يسبقها أحيانًا مصطلحات مثل «مستقلة/مستقل»، للإشارة إلى أن التحقق والتثبت قد عُيّن من قبل طرف ثالث محايد. «استقلالية التحقق والتثبت» يمكن اختصارها بـ (V&VI)
في الممارسة العملية، واستخدام هذه المصطلحات يختلف. كما يمكن أن يتم استخدامها بالتبادل أحيانًا.
الدليل المعرفي لإدارة المشاريع وهو معيار الذي اعتمده IEEE، ويعرف على النحو التالي في الطبعة الرابعة:
«التحقق من صحة، وضمان أن المنتج أو الخدمة أو النظام يلبي احتياجات العملاء وأصحاب المصلحة الآخرين التي تم تحديدها. وغالبا ما ينطوي على قبول ومدى ملاءمتها مع العملاء الخارجيين على النقيض مع التثبت».
"التثبت هو تقييم ما سواء كان منتج أو خدمة يتوافق النظام مع التنظيم ويستوفي شروط، والمواصفات، أو شرط مفروض.

## الانشطة
التحقق من الآلات والمعدات وعادة ما تتألف من كفاءة التصميم (DQ) وكفاءة التركيب (IQ) وكفاءة العمليات (OQ) وكفاءة الأداء (PQ)
كفاءة التصميم يمكن ان يقوم بها البائع اوالمستخدم من خلال التأكيد من استعراض واختبارالمعدات التي تلبي مواصفات اكتساب مكتوب إذا تم توفير وثيقة أو أدلة من الآلات المعدات التي لها صلة مع البائعين يحتاج 3Q لاحقا ليتم تنفيذها بدقة من المستخدمين الذين يعملون في بيئة تنظيمية صناعية. وبخلاف ذلك، فإن عملية IQ OQ PQ هي مهمة للتحقق من صحتها والمثال النموذجي لمثل هذه الحالة يمكن أن يكون فقدان أو غياب وثائق البائع للحصول على المعدات القديمة أو تفعل ذلك بنفسك (DIY) التجمعات على سبيل المثال السيارات وأجهزة الكمبيوتر وغيرها وبالتالي يجب على المستخدمين أن يسعو للحصول على وثيقة DQ مسبقا كل قالب من DQ IQ OQ PQ عادة مايمكن العثور عليه على شبكة الإنترنت على التوالي في حين أن المؤهلات DIY الآلات المعدات يمكنها ان تساعد إما عن طريق المواد أو الدورة التدريبية للبائع والدروس أو عن طريق الكتب التوجيه المنشورة مثل خطوة بخطوة سلسلة إذا لم يتم المجمعة اقتناء الآلات المعدات مع خدمات التأهيل موقع الممهدة هذا النوع من النهج DIY ينطبق على مؤهلات البرامج وأنظمة التشغيل الكمبيوتر وعملية التصنيع أيضا أهم مهمة وحرجة والخطوة الأخيرة من هذا النشاط هو لتوليد الآلات الأرشفة معدات تقارير التأهيل لأغراض المراجعة فيماإذاكانت الإذعان التنظيمية ازامية وتأهيل الآلات المعدات مكان متعمد، في بنود معينة تكون صدمة حساسة وتتطلب موازنة أو معايرة ويحتاج لإعادة التأهيل التي ستجرى بمجرد نقل الكائنات وان الجداول الكاملة لبعض المؤهلات المعدات بل هذه المرة تعتمد كما تستخدم المواد الاستهلاكية (أي المرشحات) أو الينابيع تمتد خارجا الأمر الذي يتطلب إعادة تقويم وبالتالي ان إعادة إصدار الشهادات ضرورية عند انقضاء الوقت المحدد المناسب. إعادة وينبغي أيضا أن يجري تأهيل الآلات المعدات عند استبدال الأجزاء أو الاقتران مع جهاز آخر أو تركيب البرمجيات تطبيق جديد وإعادة هيكلة جهاز الكمبيوتر الذي يؤثر خصوصا بإعدادات مسبقة، مثل على اساسيات المدخلات والمخرجات التسجيل تقسيم الجدول محرك الأقراص مرتبطة بشكل حيوي مكتبات (مشتركة) أو ملف INI وما إلى ذلك كانت ضرورية في مثل هذه الحالة ينبغي إلحاق مواصفات الأجزاء الأجهزة البرمجيات وإعادة هيكلة مقترحات إلى وثيقة التأهيل سواء الأجزاء الأجهزة البرمجيات هي حقيقية أم لا وقد ناقشت توريس وهيمان مدى ملاءمة قطع الغيار الأصلية غير للاستخدام السريري والمبادئ التوجيهية المقدمة للمستخدمين معدات لتحديد البدائل المناسبة التي هي قادرة على تجنب الآثار السلبية. وفي حالة عندما طالبت قطع الغيار الأصلية الأجهزة البرمجيات من بعض المتطلبات التنظيمية، ثم لا تحتاج إلى إعادة التأهيل التي ستجرى على التجمعات غير الحقيقية بدلا من ذلك لابد من إعادة استخدام الأصول لأغراض غير تنظيمية عند إجراء التأهيل الآلات المعدات مستوى أيد طرف ثالث مثل هذه الشركة المعتمدة القياسية ISO لتقسيم معين، ويسمى عملية التصديق حاليا والتغطية على شهادة ISO / IEC 15408 من قبل ISO / IEC 27001 المعتمدة منظمة محدودة مخططة تتطلب قدرا كبيرا من الجهود للحصول على شعبية.

## نظرة عامة
التحقق المقصود به التأكد من أن المنتج أو الخدمة أو النظام (أو جزء منه) يحقق جزء أو مجموعة من مواصفات التصميم في مرحلة التطوير إجراءات التحقق تنطوي على إجراء اختبارات خاصة لنموذج محاكاة أو جزء أو مجمل، لمنتج أو خدمة أو نظام، ثم إجراء مراجعة أو تحليل لنتائج النمذجة في مرحلة ما بعد التنمية وإجراءات التحقق تنطوي على تكرار بانتظام الاختبارات وضعت خصيصا لضمان أن المنتج أو الخدمة أو نظام يستمر لتلبية متطلبات التصميم الأولية والمواصفات واللوائح مع مرور الوقت وهي العملية التي تستخدم لتقييم ما إذا كان المنتج أو الخدمة أو نظام يتوافق مع اللوائح والمواصفات أو الشروط المفروضة في بداية مرحلة التنمية التحقق يمكن أن يكون في التنمية على نطاق والمتابعة أو الإنتاج وهذه غالبا تكون عملية داخلية والمقصود التحقق لضمان منتج أو خدمة أو النظام (أو جزء منه) النتيجة في منتج أو خدمة أو النظام (أو جزء منه) ان تلبي الاحتياجات التشغيلية للمستخدم وللحصول على تدفق تطوير أو التحقق تدفق جديد، قد ينطوي على إجراءات التحقق من صحة النمذجة واما التدفق واستخدام المحاكاة للتنبؤ أخطاء أو ثغرات قد تؤدي إلى التحقق غير الصالح أو غير الكامل أو تطوير منتج أو خدمة أو النظام (أو جزء منه) وهناك مجموعة من شروط المصادقة (على النحو المحدد من المستخدم) والمواصفات واللوائح ومن ثم يمكن استخدامها كأساس لتأهيل تدفق تطوير أو تدفق التحقق لمنتج أو خدمة أو نظام (أو جزء منه) ويشمل إجراءات التحقق من صحة إضافة أيضا تلك التي تم تصميمها خصيصا لضمان أن التعديلات التي أدخلت على تدفق تطوير المؤهلين القائمة أو التدفق التحقق سيكون لها تأثير على إنتاج منتج أو خدمة أو النظام (أو جزء منه) وأن تجتمع الأولية في متطلبات التصميم والمواصفات واللوائح؛ هذه التصديقات تساعد على الحفاظ على تدفق المؤهلين وهي عملية التثبت من الأدلة التي توفر درجة عالية من التأكد من أن المنتج أو الخدمة أو نظام يحقق متطلباته المقصوده هذا غالبا ما ينطوي على قبول الملاءمة لغرض مع المستخدمين النهائيين وغيرها من أصحاب مصلحة المنتج هذه غالبا تكون عملية خارجية
ويقال أحيانا أن التحقق من صحة مايمكن التعبير عنه بالاستفسار هل «يبنى الشئ الصحيح!» والتثبت من قبل «هل بنائه صحيحا!»
"بناء الشيء الصحيح" يشير إلى احتياجات المستخدم، في حين ان بنائه صحيحا" يتحقق فيما إذا كانت المواصفات يتم تنفيذها بشكل صحيح من قبل النظام. في بعض السياقات، وهو مطلوب منها فلديها متطلبات مكتوبة على حد سواء، فضلا عن الإجراءات الرسمية أو بروتوكولات لتحديد الامتثال
فمن الممكن تماما أن المنتج يمر عند التحقق ولكن فشل عند التحقق من صحتها. يمكن أن يحدث هذا عندما، يكون مبني على المنتج وفقا للمواصفات ولكن المواصفات نفسها تفشل في تلبية احتياجات المستخدم.

## فئات التحقق من الصحة
بشكل عام يمكن تصنيف العمل بالتحقق من الوظائف التالية:
يتم الإطلاق البعثات التي أجريت قبل العناصر الجديدة للتأكد من خصائص التي تعمل بشكل صحيح والتي تلبي معايير السلامة وبعض الأمثلة يمكن أن تكون قواعد تشريعية أو مبادئ توجيهية أو مقترحات، والتحقق من صحة الاحتمالات. الأساليب، نظريات / فرضية / نماذج ومنتجات وخدمات التحقق من صحة بأثر رجعي - عملية العناصر التي هي قيد الاستخدام والتوزيع أو الإنتاج. يتم تنفيذ المصادقة على المواصفات مكتوبة أو توقعات محددة مسبقا، استنادا إلى البيانات التاريخية / الأدلة التي تم توثيقها / المسجل. إذا كانت البيانات المهمة مفقودة،
فلا يمكن معالجة العمل حتى تكتمل جزئيا وتعتبر المهام الضرورية هي:
- التحقق من صحة المحتملين مفقود، غير كافية أو معيبة.
- تغيير اللوائح أو المعايير التشريعية يؤثر على الامتثال لبنود يتم الكشف عنها للجمهور أو السوق.
- أعادة إنتاج العناصر من الخروج.

بعض الأمثلة قد تكون المصادقة على:
- الكتب القديمة التي لا تزال مثيرة للجدل
- قواعد القرارات السريرية
- نظم البيانات
- التحقق من الصحة على نطاق واسع.

عبر التحقق من صحة:
- إعادة التحقق من صحة / توطن أو دورية التحقق من صحة - القيام بها، لهذا البند من الفائدة التي يتم رفض، إصلاح / جانب، نقل، أو بعد مرور الوقت المحدد. والأمثلة على هذه الفئة يمكن ترخيص / تجديد رخصة القيادة، متقدما على الميزان التحليلي الذي تم انتهاء صلاحيته أو نقله، وحتى تصحيح مسارها المهنيين. ويمكن أيضا إجراء إعادة التحقق من صحة عندما يحدث تغيير خلال الدورات من الأنشطة، مثل البحوث العلمية أو مراحل التحولات التجارب السريرية. ومن أمثلة هذه التغيرات تكون
- المصفوفات عينة.
- جداول الإنتاج.
- الملامح السكانية والأحجام
- الخروج من مواصفات (OOS) التثبتات، وذلك بسبب تلوث كواشف الختبار، آنية الزجاجية، المعدات / الأجهزة، أو انخفاض قيمة الأصول المرتبطة الخ.

في GLP المعتمدة المختبرات، وحتى إجراء التحقق / إعادة التصديق في كثير من الأحيان ضد دراسات من Ph.Eur. IP لتلبية الاحتياجات المتعددة الجنسيات أو USP وBP وغيرها لتلبية الاحتياجات الوطنية. يجب أن تتجقق المختبرات من ذلك.
- والتحقق من صحة المتزامنة - التي أجريت خلال تجهيز الروتيني للخدمات، ويمكن تصنيع والهندسة الخ ومن الأمثلة على هذه تكون تحليل عينة مكررة لفحص المواد الكيميائية.
- تحليل عينة ثلاثية للشوائب أثر على الصعيدي من الكشف، و / أو الحد الكمي
- تحليل عينة واحدة لفحص المواد الكيميائية من قبل مشغل المهرة على الإنترنت لاختبارنظام صلاحيتها.

## جوانب من صحة التحقق
ويمكن أن تشمل السمات الأكثر اختبارها في مهام التحقق من صحة، ولكن لا تقتصر على:
- الانتقائية / خصوصية.
- الدقة والإحكام.
- التكرار.
- استنساخ.
- الحد من الكشف - وخاصة بالنسبة لي عناصر التتبع.
- الحد من الكمي.
- مدى انسجام التركيبات.
- نظام متناغم - بطريقة واسعة، فإنه يشمل عادة اختبارا صلابة بين الشركاء، أو اختبارا لمتانة داخل المنظمة ومع ذلك، فإن هيئة الغذاء والدواء الأمريكية (FDA) وقد حددت تحديدا لإدارته، كما «نظام اختبار صلاحيتها هو جزء لا يتجزأ من العديد من الإجراءات التحليلية. وتستند الاختبارات على مفهوم أن المعدات والأجهزة الإلكترونية والعمليات التحليلية وعينات لتحليلها تشكل منظومة متكاملة التي يمكن تقييمها على هذا النحو نظام المعلمات اختبار ملاءمة لينشأ لدينا خاصة يعتمد الإجراء على نوع الإجراء يتم التحقق من صحته»

 في بعض الحالات الكيمياء التحليلية، يمكن اختبار نظام ملائمة يكون بدلا من طريقة محددة من الجميع. هذه الأمثلة هي التحليل الكروماتوغرافي، التي عادة ما تكون وسائل الإعلام (العمود، ورقة أو المذيبات المحمول) حساس
ولكن حتى تاريخ كتابة هذه السطور، وهذا النوع من النهج تقتصر على بعض الأساليب خلاصة وافية الصيدلانية، التي لكشف من الشوائب، أو نوعية الاختبار وتحليلها حاسم (الحياة اوالموت).وربما هذا هو إلى حد كبير
- بسبب مطالبهم الكادحة مكثفة واستهلاك الوقت.
- ولادات من خلال تعريف المدة المحددة وفقا لمعايير مختلفة.

لحل هذا النوع من الصعوبات، وبعض الهيئات التنظيمية أو أساليب خلاصة وافية ما تقدم النصائح حول ما الظروف أو الشروط التي وأداء نظام اختبار صلاحيتها المحددة ينبغي تمسك بها إلزامياَ.